# Tentative d'assassinat d'Augusto Pinochet
La tentative d'assassinat d'Augusto Pinochet est survenue le 7 septembre 1986 lorsque des membres de la guérilla urbaine Front patriotique Manuel Rodríguez ont tendu une embuscade à un cortège transportant le dictateur à Santiago.

## Planification
1986 a été considérée par le Front patriotique Manuel Rodríguez comme l'année décisive dans leur lutte contre Pinochet. Les guérilleros ont appelé l'assaut "operación siglo XX" (Opération 20e siècle). Selon Patricio Manns, l'attaque a été en partie planifiée en Suisse et dans sa maison à Paris où il a vécu en exil. Des gilets pare-balles pour l'opération auraient été donnés par des conscrits en Suède et en Suisse.
Le lieu de l'attaque, Cuesta de Las Achupallas, a été soigneusement choisi par les guérilleros. Cuesta de Las Achupallas est une route à goulot d'étranglement le long d'un terrain montagneux entre Santiago et Cajón del Maipo (en). Les guérilleros ont loué une maison dans les environs, prétendant se faire passer pour des étudiants du séminaire. Le plan prévoyait l'utilisation d'un véhicule lourd pour bloquer l'avancée du cortège.
La mort de l'ancien président Jorge Alessandri Rodríguez le 31 août a influencé les événements en obligeant Pinochet à retourner à Santiago, modifiant ainsi le calendrier de l'attentat.

## Embuscade
Lorsque le cortège de Pinochet est arrivé dans la zone sélectionnée à 18 h 35, il a essuyé des tirs nourris. Les guérilleros avaient 17 fusils, tous sauf un étaient des fusils M16, 10 lance-roquettes M72 LAW, une mitraillette et un "nombre inconnu" de grenades artisanales. La géographie montagneuse locale a empêché la garde de Pinochet d'utiliser la communication radio avec les unités militaires et policières voisines. Dans une route étroite à côté d'un ravin, la voiture de Pinochet a réussi à faire demi-tour et à s'échapper de la scène avant d'être touchée par une grenade propulsée par fusée. La grenade tirée sur la voiture de Pinochet n'a cependant pas explosé lors de l'impact. Bien que Pinochet soit indemne, les tirs ont tué cinq soldats et en ont blessé onze autres. Les guérilleros ont d'abord pensé qu'ils avaient tué Pinochet et se sont échappés en faisant semblant de faire partie du personnel de sécurité pour échapper aux militaires et à la police qui arrivaient.

## Conséquences
La tentative d'assassinat a inauguré une vague de répression contre les dissidents de la dictature. Des personnalités de l'opposition sans rapport avec les événements telles que Ricardo Lagos, Patricio Hales et Germán Correa (en) ont été arrêtées et le journaliste José Carrasco Tapia (en) a été tué. L'échec de la tentative d'assassinat de Pinochet a conduit à une crise interne au sein du Front patriotique Manuel Rodríguez, conduisant à des scissions et à l'autonomie complète du groupe vis-à-vis du Parti communiste du Chili en 1987. Les assaillants ont affronté des destins différents, mais beaucoup ont été pourchassés soit en octobre 1986, soit dans les années qui ont précédé la transition chilienne vers la démocratie en 1990. José Joaquín Valenzuela, qui était le "chef opérationnel" de l'attaque a été tué de manière extrajudiciaire dans l'Operación Albania. Certaines des personnes impliquées dans l'attaque se sont retrouvées en prison d'où elles se sont échappées par un tunnel en 1990.